# 676 (szám)
A 676 (római számmal: DCLXXVI) egy természetes szám, négyzetszám, a 26 négyzete.

## A szám a matematikában
A tízes számrendszerbeli 676-os a kettes számrendszerben 1010100100, a nyolcas számrendszerben 1244, a tizenhatos számrendszerben 2A4 alakban írható fel.
A 676 páros szám, összetett szám, azon belül négyzetszám, kanonikus alakban a 22 · 132 szorzattal, normálalakban a 6,76 · 102 szorzattal írható fel. Kilenc osztója van a természetes számok halmazán, ezek növekvő sorrendben: 1, 2, 4, 13, 26, 52, 169, 338 és 676.
A 676 négyzete 456 976, köbe 308 915 776, négyzetgyöke 26, köbgyöke 8,77638, reciproka 0,0014793. A 676 egység sugarú kör kerülete 4247,43327 egység, területe 1 435 632,444 területegység; a 676 egység sugarú gömb térfogata 1 293 983 376,6 térfogategység.